# Pomoquita, Michoacán de Ocampo
Pomoquita är en ort i Mexiko.   Den ligger i kommunen Maravatío och delstaten Michoacán de Ocampo, i den södra delen av landet, 140 km väster om huvudstaden Mexico City. Pomoquita ligger 2 025 meter över havet och antalet invånare är 762.
Terrängen runt Pomoquita är kuperad österut, men västerut är den platt. Runt Pomoquita är det ganska tätbefolkat, med 104 invånare per kvadratkilometer. Närmaste större samhälle är Maravatío, 8,1 km väster om Pomoquita. Omgivningarna runt Pomoquita är en mosaik av jordbruksmark och naturlig växtlighet.